# Гилберт де Клер, 1-й граф Пембрук

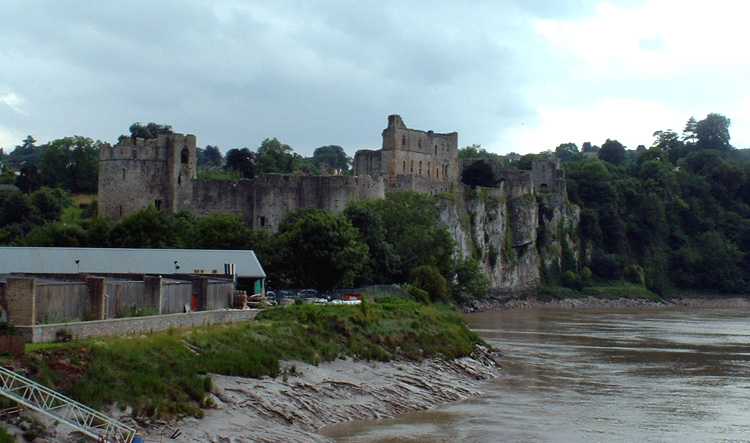
Стригойль (Чепстоу) — резиденция Гилберта Фиц-Гилберта в Монмутшире

Гилберт (Жильбер) Фиц-Гилберт де Клер (англ. Gilbert FitzGilbert de Clare; 1100—1148) — англонормандский аристократ, основатель младшей линии дома де Клер, 1-й граф Пембрук (c 1138), участник гражданской войны в Англии 1135—1154 годов.

## Биография
Гилберт был младшим сыном Гилберта Фиц-Ричарда, лорда Клера, Тонбриджа и Кардигана, и Алисы де Клермон, дочери Гуго, графа де Клермон-ан-Бовези. После смерти его отца в 1115 году бо́льшая часть владений де Клеров досталась старшему брату Гилберта Ричарду. Гилберт поступил на службу к английскому королю Генриху I и вскоре сблизился с Бомонами, занимавшими ведущие места в королевской администрации. В 1130 году король передал Гилберту нормандские лены де Клеров — Бьенфет и Орбек, оставшиеся после смерти дяди Гилберта Роджера Фиц-Ричарда.
Гилберт Фиц-Гилберт поддержал в 1135 году вступление на престол Англии Стефана Блуаского, а в 1138 году получил от короля сеньорию Нетервент в юго-восточном Уэльсе, в долине Уска, вместе с замком Стригойль (современный Чепстоу), ранее принадлежавшую Вальтеру Фиц-Ричарду де Клеру. В том же году Стефан, заинтересованный в поддержке английских баронов в условиях начинающейся гражданской войны со сторонниками императрицы Матильды, пожаловал Гилберту титул графа Пембрука, а также земельные владения в Пембрукшире (бывшие земли Арнульфа Монтгомери) и суссекский рейп Певенси вместе с одноимённым замком, контролировавшем побережье Ла-Манша.
В период феодальной анархии Гилберт Фиц-Гилберт первоначально выступал на стороне короля Стефана, но после битвы при Линкольне в 1141 году перешёл на сторону императрицы Матильды. Однако уже в конце 1141 года Гилберт вновь вернулся к королю и присутствовал во время его повторной коронации в Кентербери. На стороне короля граф Пембрук оставался до 1147 года, когда не получив замки, сданные его племянником Гилбертом Фиц-Ричардом, поднял мятеж против Стефана. В ответ король атаковал крепости графа, что вынудило последнего пойти на примирение. В следующем году Гилберт Фиц-Гилберт скончался. Его владения в Уэльсе, Нормандии и Англии и титул графа Пембрука унаследовал сын Ричард де Клер, по прозвищу «Стронгбоу», будущий завоеватель Ирландии.
Гилберт Фиц-Гилберт, как и его сын Ричард, в средневековых источниках иногда упоминаются вместе с прозвищем «Стронгбоу» (англ. Strong bow — тугой или сильный лук). Валлийцы из долины Уска, феодального владения Гилберта, были известны в этот период как превосходные лучники, использующие необычно длинный и тугой лук. На сохранившейся печати Гилберта Фиц-Гилберта он также изображён с длинной стрелой в руке. Вероятно, граф и его сын хорошо владели этим оружием своих валлийских подданных, чем и объясняется их прозвище.

## Брак и дети
Гилберт Фиц-Гилберт был женат (ок. 1130) на Изабелле де Бомон (ум. ок. 1172), дочери Роберта де Бомона, графа Лестера, любовнице короля Генриха I. Их дети:
- Ричард Стронгбоу (ум. 1176), 2-й граф Пембрук (до 1153), лорд Нетервент (с 1148), лорд Лейнстера (с 1171); женат (1171) на Еве Мак-Мюрро (ум. после 1189), дочери Дермота Мак-Мюрро, короля Лейнстера;
- Басилея де Клер, замужем первым браком за Раймондом Фиц-Джеральдом Толстым, констеблем Лейнстера, вторым браком за Жоффруа Фиц-Робертом, стюардом Лейнстера;
- Агнесса де Клер;
- Бодуэн де Клер.